# 428351 Martinchalifour
428351 Martinchalifour este o planetă minoră (asteroid) din centura de asteroizi. A fost descoperită pe 22 iulie 2007 la Lulin Observatory⁠(d) de . 
Obiectul prezintă o orbită caracterizată de o semiaxă mare de 2,6428833489499 UAi, o excentricitate de 0,3040226610773, o înclinație de 16,906890502672 ° în raport cu ecliptica.